# Albert Edward Sterner
Albert Edward Sterner (Londra, 1863 – New York, 1946) è stato un pittore e incisore statunitense nato in Inghilterra.

## La vita
Nato da genitori americani in Inghilterra, dopo avere studiato a Birmingham e a Parigi (con Jean-Léon Gérôme, Gustave Boulanger e Jules Joseph Lefebvre), Albert Edward Sterner si trasferì definitivamente a New York nel 1885. 

## L'opera
Esordì come pittore e illustratore, mentre la sua attività di incisore, per cui è più noto, ebbe inizio solo intorno al 1910. La maggior parte dei suoi lavori sono ritratti o figure allegoriche.